# Campylaspis vemae
Campylaspis vemae är en kräftdjursart som beskrevs av Zarui Muradian 1979. Campylaspis vemae ingår i släktet Campylaspis och familjen Nannastacidae. Inga underarter finns listade i Catalogue of Life.